# Observatorio de Isaac Roberts
El Observatorio de Isaac Roberts (en inglés: Isaac Roberts’s Observatory) es un antiguo observatorio, ya desaparecido, que estaba instalado en la casa particular del astrónomo británico Isaac Roberts. Estaba situado en la localidad inglesa de Crowborough, condado de Sussex, y se mantuvo en actividad desde 1890, fecha en la que Roberts se instaló en dicho lugar, hasta su fallecimiento en 1904. El observatorio sigue figurando en la Lista de Códigos de Observatorios del Centro de Planetas Menores con el código 001.

## Historia

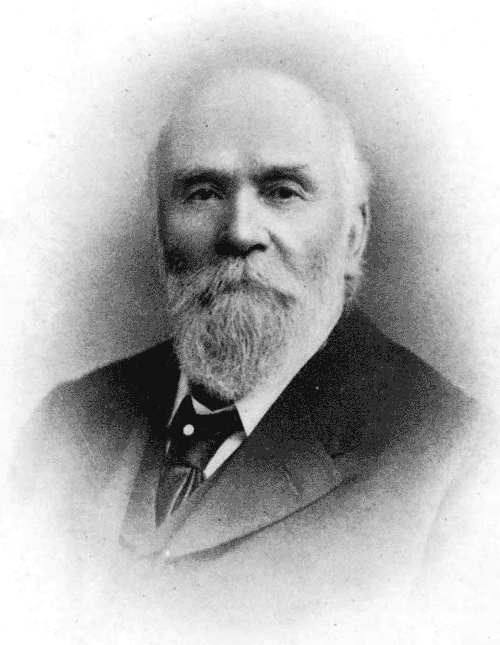
El astrónomo Isaac Roberts.

Isaac Roberts comenzó sus observaciones astronómicas a partir del año 1878, y desde muy temprano vio la necesidad de tener las mejores condiciones de observación posibles para las exposiciones fotográficas que realizaba. Este factor, unido a que además padecía de bronquitis crónica y necesitaba de un mejor clima para su salud, fue lo que le motivó a buscar un emplazamiento adecuado para sus observaciones. En 1885 llegó a sus manos un ejemplar de la obra Observations upon the Topography and Climate of Crowborough Hill, Sussex de Charles L. Prince, describiendo y elogiando las condiciones de la zona, precisamente las que necesitaba Roberts. El propio Prince vendió a Roberts parte de su propiedad, cuatro acres (1,6 hectáreas), donde construyó su casa y en ella una cúpula para alojar sus telescopios. Roberts le dio el nombre de Starfield, Campo de Estrellas, trasladándose allí en 1890. En su nueva casa y observatorio continuó su trabajo, que le valió, entre otros galardones, la Medalla de oro de la Real Sociedad Astronómica de Londres, hasta su fallecimiento en 1904.
Tras su muerte la casa fue vendida en varias ocasiones hasta que en 1928 fue comprada por el gobierno local de la zona para convertirla en sus oficinas. En 1935 fueron realizadas unas obras de ampliación que supusieron la desaparición de la cúpula del observatorio. Finalmente en los años 1980 ante el crecimiento de las necesidades del gobierno local, la casa fue vendida y demolida para construir nuevas viviendas. El nombre de Starfield permanece dando nombre a esa nueva urbanización.

## Descripción
El observatorio estaba situado en la cumbre de Crowborough Hill, una colina de aproximadamente 250 m s. n. m., el punto más alto de la región circundante. Los edificios de su casa tenían un solo piso para permitir que los telescopios pudiesen bajar hasta los 20º sobre el horizonte cuando enfocaban por encima de los tejados de la casa. Anexo al observatorio había unas estancias dedicadas a laboratorio fotográfico, con sala oscura e instrumental para aumento de fotografías. El observatorio estaba conectado con su vivienda particular por un pasillo en el que se abrían, entre otras estancias, una biblioteca.
La cúpula del observatorio era semiesférica, estaba construida de madera recubierta con planchas de cobre por el exterior y cerraba una superficie de casi 2 m². Tenía dos aberturas de aproximadamente 120 cm cada una, cerradas con compuertas que se abrían, la mitad inferior deslizándose horizontalmente respecto de la base de la cúpula y la mitad superior deslizándose sobre la cúpula.

## Instrumentación

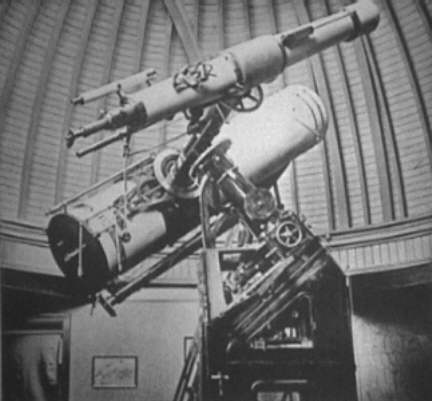
Telescopios de 20 y 7 pulgadas del Observatorio de Isaac Roberts, en Crowborough, Sussex, Reino Unido.

En el observatorio estaban alojados dos telescopios, un refractor de 7 pulgadas (178 mm) de diámetro del fabricante Cooke, adquirido por Roberts en 1878; y un reflector de 20 pulgadas (508 mm) de diámetro, y 100 pulgadas (2,450 m) de distancia focal, fabricado por Grubb y comprado en 1886. Isaac Roberts entró en contacto con el astrónomo William Huggins quien dispuso la montura del reflector de 20 pulgadas en el eje de declinación del refractor de 7 pulgadas en lugar de su contrapeso. De esta manera ambos telescopios tenían movimiento independiente en declinación mientras que el reloj de seguimiento de la ascensión recta era común para ambos.
Tras la muerte de Roberts en 1904, ambos telescopios fueron subastados y vendidos al Real Observatorio de Greenwich desde donde fueron trasladados al Museo de Ciencias de Londres donde se encuentran en la actualidad, en una cúpula perteneciente al museo pero en un lugar no abierto al público, en un estado de conservación razonablemente bueno.
El reflector de 20 pulgadas tiene una disposición de Cassegrain, aunque posiblemente esa no sea la configuración original pues se pueden apreciar hoy en día unos agujeros pertenecientes a un ocular en la parte superior del telescopio sin que pueda saberse en qué momento el telescopio fue reconfigurado.